# Olympische Sommerspiele 2020/Schwimmen – 4 × 100 m Freistil (Frauen)
Der Staffelwettbewerb über 4-mal 100 Meter Freistil der Frauen bei den Olympischen Spielen 2020 in Tokio wurde vom 24. bis 25. Juli 2021 im Tokyo Aquatics Centre ausgetragen.
Es fanden zwei Vorläufe statt. Die acht schnellsten Staffeln aller Vorläufe qualifizierten sich für das Finale.
Abkürzungen: 
 WR = Weltrekord, OR = olympischer Rekord, AS = asiatischer Rekord, OC = Ozeanienrekord, NR = nationaler Rekord, PB = persönliche Bestleistung, JWB = Jahresweltbestzeit

## Bestehende Rekorde
Vor Beginn der Olympischen Spiele waren folgende Rekorde gültig.
| Weltrekord         | Australien (Shayna Jack, Bronte Campbell, Emma McKeon, Cate Campbell)      | 3:30,05 min | Gold Coast, Australien    | 5. April 2018  |
| Olympischer Rekord | Australien (Emma McKeon, Brittany Elmslie, Bronte Campbell, Cate Campbell) | 3:30,65 min | Rio de Janeiro, Brasilien | 6. August 2016 |

Während der Olympischen Spiele wurden folgende Rekorde gebrochen:
| Weltrekord         | Australien (Bronte Campbell, Meg Harris, Emma McKeon, Cate Campbell) | 3:29,69 min | Tokio, Japan | 25. Juli 2021 |
| Olympischer Rekord | Australien (Bronte Campbell, Meg Harris, Emma McKeon, Cate Campbell) | 3:29,69 min | Tokio, Japan | 25. Juli 2021 |

## Vorläufe
Samstag, 24. Juli 2021, 13:43 Uhr MESZ
 

### Vorlauf 1
| Platz | Bahn | Nation             | Schwimmerin                                                                                               | Zeit        | Anmerkung |
| ----- | ---- | ------------------ | --- | ----------- | --------- |
| 1     | 5    | Großbritannien     | Lucy Hope (54,37) Anna Hopkin (52,65) Abbie Wood (53,55) Freya Anderson (53,46)                           | 3:34,03 min | NR        |
| 2     | 4    | Vereinigte Staaten | Olivia Smoliga (54,06) Catie DeLoof (53,42) Allison Schmitt (54,04) Natalie Hinds (53,28)                 | 3:34,80 min |           |
| 3     | 2    | Dänemark           | Pernille Blume (53,15) Signe Bro (53,19) Julie Kepp Jensen (54,72) Jeanette Ottesen (54,50)               | 3:35,56 min | NR        |
| 4     | 6    | Schweden           | Sarah Sjöström (52,95) Michelle Coleman (53,44) Louise Hansson (53,68) Sara Junevik (55,86)               | 3:35,93 min |           |
| 5     | 3    | Frankreich         | Béryl Gastaldello (54,28) Charlotte Bonnet (53,05) Margaux Fabre (54,83) Anouchka Martin (54,45)          | 3:36,61 min |           |
| 6     | 7    | Brasilien          | Larissa Oliveira (54,79) Ana Carolina Vieira (54,92) Etiene Medeiros (55,42) Stephanie Balduccini (54,06) | 3:39,19 min |           |
| 7     | 1    | Hongkong           | Tam Hoi Lam (55,58) Camille Cheng (54,61) Stephanie Au (56,96) Ho Nam Wai (56,37)                         | 3:43,52 min |           |

### Vorlauf 2
| Platz | Bahn | Nation      | Schwimmerin                                                                                                   | Zeit        | Anmerkung |
| ----- | ---- | ----------- | --- | ----------- | --------- |
| 1     | 4    | Australien  | Mollie O’Callaghan (53,08) Meg Harris (52,73) Madison Wilson (53,10) Bronte Campbell (52,82)                  | 3:31,71 min |           |
| 2     | 3    | Niederlande | Kim Busch (54,79) Ranomi Kromowidjojo (52,50) Marrit Steenbergen (54,32) Femke Heemskerk (51,90)              | 3:33,51 min |           |
| 3     | 5    | Kanada      | Kayla Sanchez (53,45) Taylor Ruck (54,16) Rebecca Smith (53,73) Penny Oleksiak (52,38)                        | 3:33,72 min |           |
| 4     | 6    | China       | Cheng Yujie (54,03) Zhu Menghui (53,48) Ai Yanhan (54,33) Wu Qingfeng (53,23)                                 | 3:35,07 min | AS        |
| 5     | 2    | Japan       | Chihiro Igarashi (54,10) Rikako Ikee (53,63) Natsumi Sakai (54,70) Rika Omoto (53,77)                         | 3:36,20 min |           |
| 6     | 1    | ROC         | Darja S. Ustinowa (54,75) Arina Surkowa (54,54) Jelisaweta Klewanowitsch (54,57) Weronika Andrussenko (54,39) | 3:38,25 min |           |
| 7     | 7    | Deutschland | Lisa Höpink (54,83) Annika Bruhn (54,33) Marie Pietruschka (55,31) Hannah Küchler (54,86)                     | 3:39,33 min |           |
| 8     | 8    | Tschechien  | Barbora Seemanová (53,86) Kristýna Horská (56,72) Barbora Janíčková (55,89) Anika Apostalon (55,93)           | 3:42,40 min |           |

### Zusammenfassung
| Platz | Vorlauf | Bahn | Nation             | Schwimmerin                                                                                                   | Zeit        | Anmerkung |
| ----- | ------- | ---- | ------------------ | --- | ----------- | --------- |
| 1     | 2       | 4    | Australien         | Mollie O’Callaghan (53,08) Meg Harris (52,73) Madison Wilson (53,10) Bronte Campbell (52,82)                  | 3:31,71 min |           |
| 2     | 2       | 3    | Niederlande        | Kim Busch (54,79) Ranomi Kromowidjojo (52,50) Marrit Steenbergen (54,32) Femke Heemskerk (51,90)              | 3:33,51 min |           |
| 3     | 2       | 5    | Kanada             | Kayla Sanchez (53,45) Taylor Ruck (54,16) Rebecca Smith (53,73) Penny Oleksiak (52,38)                        | 3:33,72 min |           |
| 4     | 1       | 5    | Großbritannien     | Lucy Hope (54,37) Anna Hopkin (52,65) Abbie Wood (53,55) Freya Anderson (53,46)                               | 3:34,03 min | NR        |
| 5     | 1       | 4    | Vereinigte Staaten | Olivia Smoliga (54,06) Catie DeLoof (53,42) Allison Schmitt (54,04) Natalie Hinds (53,28)                     | 3:34,80 min |           |
| 6     | 2       | 6    | China              | Cheng Yujie (54,03) Zhu Menghui (53,48) Ai Yanhan (54,33) Wu Qingfeng (53,23)                                 | 3:35,07 min | AS        |
| 7     | 1       | 2    | Dänemark           | Pernille Blume (53,15) Signe Bro (53,19) Julie Kepp Jensen (54,72) Jeanette Ottesen (54,50)                   | 3:35,56 min | NR        |
| 8     | 1       | 6    | Schweden           | Sarah Sjöström (52,95) Michelle Coleman (53,44) Louise Hansson (53,68) Sara Junevik (55,86)                   | 3:35,93 min |           |
| 9     | 2       | 2    | Japan              | Chihiro Igarashi (54,10) Rikako Ikee (53,63) Natsumi Sakai (54,70) Rika Omoto (53,77)                         | 3:36,20 min |           |
| 10    | 1       | 3    | Frankreich         | Béryl Gastaldello (54,28) Charlotte Bonnet (53,05) Margaux Fabre (54,83) Anouchka Martin (54,45)              | 3:36,61 min |           |
| 11    | 2       | 1    | ROC                | Darja S. Ustinowa (54,75) Arina Surkowa (54,54) Jelisaweta Klewanowitsch (54,57) Weronika Andrussenko (54,39) | 3:38,25 min |           |
| 12    | 1       | 7    | Brasilien          | Larissa Oliveira (54,79) Ana Carolina Vieira (54,92) Etiene Medeiros (55,42) Stephanie Balduccini (54,06)     | 3:39,19 min |           |
| 13    | 2       | 7    | Deutschland        | Lisa Höpink (54,83) Annika Bruhn (54,33) Marie Pietruschka (55,31) Hannah Küchler (54,86)                     | 3:39,33 min |           |
| 14    | 2       | 8    | Tschechien         | Barbora Seemanová (53,86) Kristýna Horská (56,72) Barbora Janíčková (55,89) Anika Apostalon (55,93)           | 3:42,40 min |           |
| 15    | 1       | 1    | Hongkong           | Tam Hoi Lam (55,58) Camille Cheng (54,61) Stephanie Au (56,96) Ho Nam Wai (56,37)                             | 3:43,52 min |           |

## Finale
Sonntag, 25. Juli 2021, 4:45 Uhr MESZ

| Platz | Bahn | Nation             | Schwimmerin                                                                                   | Zeit        | Anmerkung |
| ----- | ---- | ------------------ | --------------------------------------------------------------------------------------------- | ----------- | --------- |
| 1     | 4    | Australien         | Bronte Campbell (53,01) Meg Harris (53,09) Emma McKeon (51,35) Cate Campbell (52,24)          | 3:29,69 min | WR        |
| 2     | 3    | Kanada             | Kayla Sanchez (53,42) Margaret MacNeil (53,47) Rebecca Smith (53,63) Penny Oleksiak (52,26)   | 3:32,78 min |           |
| 3     | 2    | Vereinigte Staaten | Erika Brown (54,02) Abbey Weitzeil (52,68) Natalie Hinds (53,15) Simone Manuel (52,96)        | 3:32,81 min |           |
| 4     | 5    | Niederlande        | Kim Busch (54,64) Ranomi Kromowidjojo (52,87) Kira Toussaint (54,14) Femke Heemskerk (52,05)  | 3:33,70 min |           |
| 5     | 6    | Großbritannien     | Anna Hopkin (53,16) Abbie Wood (53,23) Lucy Hope (54,73) Freya Anderson (52,84)               | 3:33,96 min | NR        |
| 6     | 8    | Schweden           | Sarah Sjöström (52,62) Michelle Coleman (53,62) Louise Hansson (53,51) Sophie Hansson (54,94) | 3:34,69 min |           |
| 7     | 7    | China              | Cheng Yujie (54,10) Zhu Menghui (53,54) Ai Yanhan (54,22) Wu Qingfeng (52,90)                 | 3:34,76 min | AS        |
| 8     | 1    | Dänemark           | Pernille Blume (53,07) Signe Bro (53,78) Julie Kepp Jensen (54,46) Jeanette Ottesen (54,39)   | 3:35,70 min |           |